# Anthony Davis
Anthony Marshon Davis Jr. (ur. 11 marca 1993 w Chicago) – amerykański koszykarz, występujący na pozycjach silnego skrzydłowego lub środkowego, obecnie zawodnik w Dallas Mavericks.

## Kariera
W 2011 wystąpił w meczu wschodzących gwiazd – Nike Hoop Summit oraz McDonald’s All-American.
W 2012 grając w drużynie uniwersyteckiej Kentucky Wildcats zdobył mistrzostwo NCAA, a sam został wybrany najlepszym koszykarzem turnieju.

### New Orleans Hornets / Pelicans (2012–2019)
Po roku gry w NCAA wziął udział w drafcie 2012, w którym został wybrany z pierwszym numerem przez New Orleans Pelicans.
Wraz z reprezentacją USA zdobył złoty medal na Igrzyskach Olimpijskich w Londynie w 2012 roku.
W sezonie 2012/2013 zajął drugie miejsce w głosowaniu na debiutanta roku NBA.
21 lutego 2016 Davis, zdobywając 59 punktów w wygranym 111–106 spotkaniu z Detroit Pistons, ustanowił nowy rekord klubu pod względem liczby zdobytych punktów w jednym meczu. W tym samym spotkaniu zanotował 20 zbiórek i został trzecim po roku 1983 zawodnikiem (po Shaquille’u O’Nealu i Chrisie Webberze), który w jednym meczu zdobył 50 lub więcej punktów i 20 lub więcej zbiórek.
26 października 2016 Davis został jednym z zaledwie czterech zawodników w historii NBA, którzy zdobyli przynajmniej 50 punktów w meczu otwarcia sezonu. Pozostali to: Michael Jordan, Elgin Baylor oraz Wilt Chamberlain. Wynik ten jest także nowym rekordem strzeleckim klubu w meczu otwarcia. Zabrakło mu jednego bloku do uzyskania 5x5 (min. 5 punktów, 5 zbiórek, 5 asyst, 5 przechwytów, 5 bloków). Dwa dni później zdobył 45 punktów w przegranym meczu z Golden State Warriors.
Został pierwszym zawodnikiem w historii NBA, który zdobył co najmniej 45 punktów, 15 zbiórek, 5 asyst i 5 przechwytów w meczu, odkąd wprowadzono oficjalnie statystykę przechwytów w 1973.

### Los Angeles Lakers (2019–2025)
6 lipca 2019 trafił w wyniku wymiany do Los Angeles Lakers.
30 października 2019 w meczu z Memphis Grizllies zdobył 40 punktów, 20 zbiórek, 2 asysty i 2 bloki w zaledwie 30 minut. Zapisując ten występ, stał się szóstym graczem Lakers, który uzyskał wynik 40-20. Davis trafił 26 z 27 rzutów wolnych, pobił tym samym rekord liczby trafionych osobistych w jednym meczu przez zawodnika Lakers, który wcześniej należał do Dwighta Howarda (25 na 39 w 2013 z Orlando Magic). Davis jest także czwartym zawodnikiem w historii ligi i pierwszym od Michaela Jordana w 1987 roku, który wykonał 26 lub więcej celnych rzutów wolnych. Davis ustanowił także rekord NBA pod względem rzutów wolnych wykonanych w jednej kwarcie, 18 trafionych (z 18 prób) w trzeciej kwarcie.
W sezonie 2019/2020 zajął drugie miejsce w głosowaniu na obrońcę roku NBA. W październiku 2020 zdobył swój pierwszy tytuł mistrza NBA, po zwycięstwie nad Miami Heat 4:2.
W sezonie 2025 uczestnik wymiany pomiędzy LA Lakers i Dallas Mavericks w wyniku której do Los Angeles powędrował Słoweniec Luka Dončić.

## Osiągnięcia

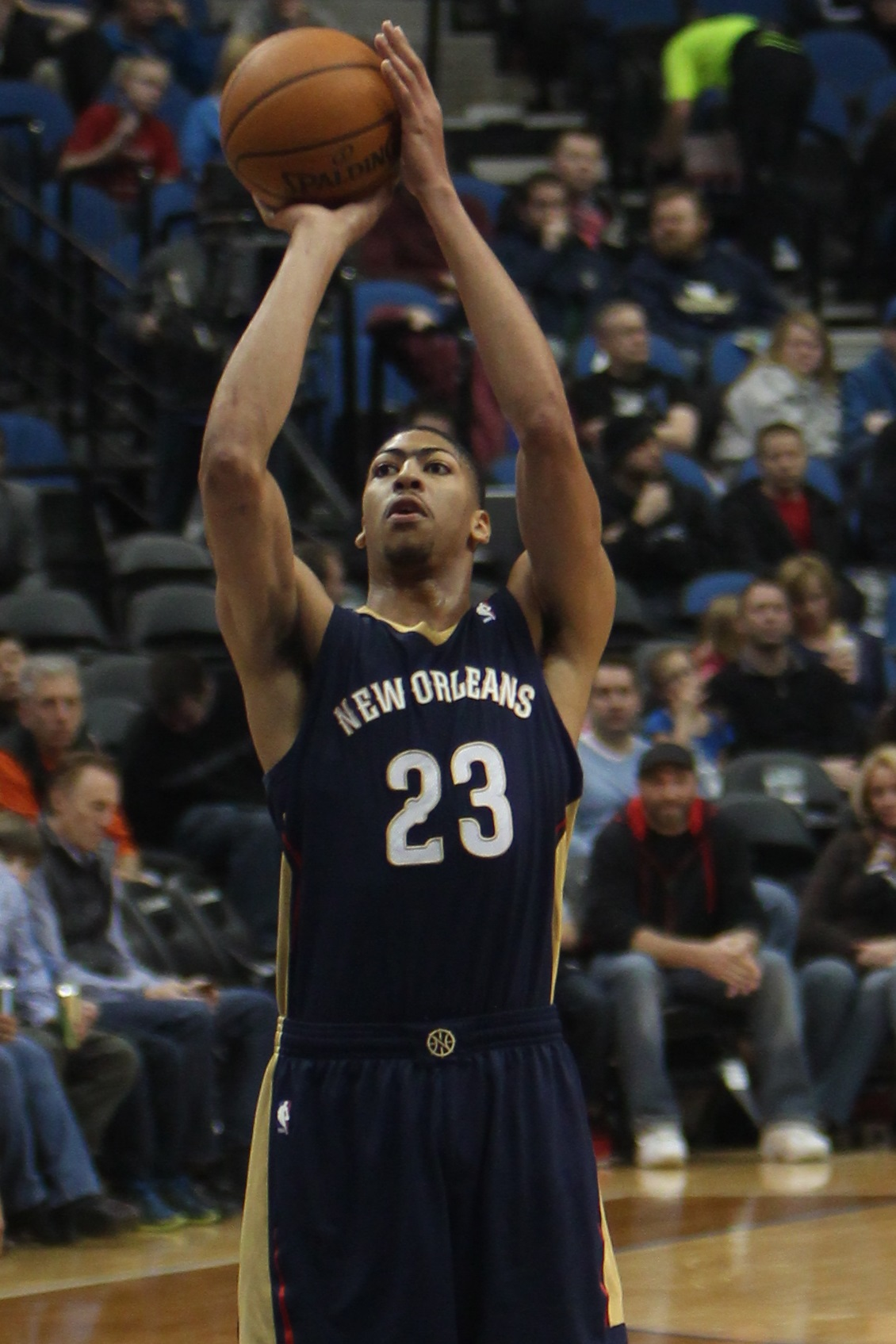
Davis wykonujący rzut wolny (2014)

Stan na 1 czerwca 2024, na podstawie, o ile nie zaznaczono inaczej.

### NCAA
- Mistrz:
  - NCAA (2012)[15]
  - sezonu regularnego konferencji Southeastern (SEC – 2012)
- MOP (Most Outstanding Player) NCAA Final Four (2012)[16]
- Koszykarz roku:
  - NCAA
    - im. Naismitha (2012)[17]
    - według:
      - Associated Press (2012)[18]
      - Sporting News (2012)[19]
      - Basketball Times (2012)

  - konferencji SEC (2012)[20]
- Laureat nagród:
  - John R. Wooden Award (2012)[21]
  - Pete Newell Big Man Award (2012)[22]
  - Lefty Driesell Award (2012)[23]
  - USBWA National Freshman of the Year Award (2012)[24]
  - SEC Freshman of the Year (2012)[25]
  - Adolph Rupp Trophy (2012)[26]
  - Oscar Robertson Trophy (2012)[27]
  - Obrońca Roku NCAA wg NABC (2012)[28]
  - Obrońca Roku Konferencji SEC (2012)[29]
  - Sportowiec Roku Konferencji SEC (2012)
- Lider NCAA w blokach (2012)[30]
- Wybrany do I składu:
  - All-American (2012)[31]
  - SEC (2012)
  - turnieju SEC (2012)
  - defensywnego SEC (2012)
  - pierwszoroczniaków SEC (2012)
  - NCAA Final Four (2012 przez AP)[32]

### NBA
- Mistrz NBA (2020)
- MVP meczu gwiazd NBA (2017)[33]
- Zaliczony do:
  - I składu:
    - debiutantów NBA (2013)[34]
    - NBA (2015, 2017, 2018[35], 2020)
    - defensywnego NBA (2018[36], 2020[37], 2024[38])

  - II składu:
    - II składu NBA (2024)[39]
    - defensywnego NBA (2015, 2017)[40]

  - składu najlepszych zawodników w historii NBA, wybranego z okazji obchodów 75-lecia istnienia ligi (2021)[41]
- Wielokrotnie powoływany do udziału w meczu gwiazd NBA (2014[a], 2015[b], 2016, 2017, 2018, 2019[44], 2020[45], 2021[c], 2024[49])
- Uczestnik:
  - Rising Stars Challenge (2013, 2014)
  - Skills Challenge (2016, 2017)[50]
- Lider:
  - sezonu zasadniczego w średniej bloków (2014, 2015, 2018)[51]
  - play-off w średniej:
    - zdobytych punktów (2015)[52]
    - bloków (2015)[53]

### Reprezentacja
- Mistrz:
  - świata (2014)
  - olimpijski (2012[54], 2024[55])

## Statystyki w NBA
Stan na koniec sezonu 2023/24

### Sezon regularny
| Sezon   | Drużyna     | M   | S5  | MPG  | FG%   | 3P%   | FT%   | RPG  | APG | SPG | BPG | PPG  |
| ------- | ----------- | --- | --- | ---- | ----- | ----- | ----- | ---- | --- | --- | --- | ---- |
| 2012/13 | New Orleans | 64  | 60  | 28,8 | 51,6% | 0,0%  | 75,1% | 8,2  | 1,0 | 1,2 | 1,8 | 13,5 |
| 2013/14 | New Orleans | 67  | 66  | 35,2 | 51,9% | 22,2% | 79,1% | 10,0 | 1,6 | 1,3 | 2,8 | 20,8 |
| 2014/15 | New Orleans | 68  | 68  | 36,1 | 53,5% | 8,3%  | 80,5% | 10,2 | 2,2 | 1,5 | 2,9 | 24,4 |
| 2015/16 | New Orleans | 61  | 61  | 35,5 | 49,3% | 32,4% | 75,8% | 10,3 | 1,9 | 1,3 | 2,0 | 24,3 |
| 2016/17 | New Orleans | 75  | 75  | 36,1 | 50,5% | 29,9% | 80,2% | 11,8 | 2,1 | 1,3 | 2,2 | 28,0 |
| 2017/18 | New Orleans | 75  | 75  | 36,4 | 53,4% | 34,0% | 82,8% | 11,1 | 2,3 | 1,5 | 2,6 | 28,1 |
| 2018/19 | New Orleans | 56  | 56  | 33,0 | 51,7% | 33,1% | 79,4% | 12,0 | 3,9 | 1,6 | 2,4 | 25,9 |
| 2019/20 | L.A. Lakers | 62  | 62  | 34,4 | 50,3% | 33,0% | 84,6% | 9,3  | 3,2 | 1,5 | 2,3 | 26,1 |
| 2020/21 | L.A. Lakers | 36  | 36  | 32,3 | 49,1% | 26,0% | 73,8% | 7,9  | 3,1 | 1,3 | 1,6 | 21,8 |
| 2021/22 | L.A. Lakers | 40  | 40  | 35,1 | 53,2% | 18,6% | 71,3% | 9,9  | 3,1 | 1,2 | 2,3 | 23,2 |
| 2022/23 | L.A. Lakers | 56  | 54  | 34,0 | 56,3% | 25,7% | 78,4% | 12,5 | 2,6 | 1,1 | 2,0 | 25,9 |
| 2023/24 | L.A. Lakers | 76  | 76  | 35,5 | 55,6% | 27,1% | 81,6% | 12,6 | 3,5 | 1,2 | 2,3 | 24,7 |
| Razem   |             | 736 | 729 | 34,5 | 52,3% | 29,7% | 79,5% | 10,6 | 2,5 | 1,3 | 2,3 | 24,1 |

### Play-offy
| Sezon | Drużyna     | M  | S5 | MPG  | FG%   | 3P%   | FT%   | RPG  | APG | SPG | BPG | PPG  |
| ----- | ----------- | -- | -- | ---- | ----- | ----- | ----- | ---- | --- | --- | --- | ---- |
| 2015  | New Orleans | 4  | 4  | 43,0 | 54,0% | 0,0%  | 88,9% | 11,0 | 2,0 | 1,3 | 3,0 | 31,5 |
| 2018  | New Orleans | 9  | 9  | 39,8 | 52,0% | 27,3% | 82,8% | 13,4 | 1,7 | 2,0 | 2,3 | 30,1 |
| 2020  | L.A. Lakers | 21 | 21 | 36,6 | 57,1% | 38,3% | 83,2% | 9,7  | 3,5 | 1,2 | 1,4 | 27,7 |
| 2021  | L.A. Lakers | 5  | 5  | 28,8 | 40,3% | 18,2% | 83,3% | 6,6  | 2,6 | 0,6 | 1,6 | 17,4 |
| 2023  | L.A. Lakers | 16 | 16 | 38,0 | 52,0% | 33,3% | 85,2% | 14,1 | 2,6 | 1,4 | 3,1 | 22,6 |
| 2024  | L.A. Lakers | 5  | 5  | 41,6 | 63,4% | 0,0%  | 80,8% | 15,6 | 4,0 | 0,4 | 1,6 | 27,8 |
| Razem |             | 60 | 60 | 37,7 | 54,2% | 31,3% | 84,0% | 11,8 | 2,8 | 1,3 | 2,2 | 26,1 |